# Pozán de Vero
Pozán de Vero est une municipalité de la comarque de Somontano de Barbastro, dans la province de Huesca, dans la communauté autonome d'Aragon en Espagne.